# 荒俣宏

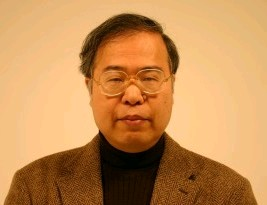
2005年

荒俣宏（日语：／ Aramata Hiroshi，1947年7月12日—），日本博物學研究家、圖像學研究家、小說家、收集家、神秘學研究家、妖怪評論家、翻譯家，日本SF作家俱乐部会员。曾任玉川大学、武藏野美術大學、赛博大学客座教授。
著作傳奇小說《帝都物語》榮獲日本SF大賞。

## 獲獎
- 1976年 日本翻譯出版文化賞
- 1987年 日本SF大賞《帝都物語》
- 2013年 水木十五堂賞